# Keyshawn Bottelier
Keyshawn Bottelier (Amsterdam, 7 september 1999) is een Nederlandse basketballer die speelde voor Apollo Amsterdam in de Dutch Basketball League (DBL).

## Carrière
In seizoen 2017-2018 kwam Bottelier uit voor het U24 team van Apollo, waarmee hij kampioen van Nederland werd. Vanaf maart 2018 werd Bottelier op het roster van de hoofdmacht van Apollo gezet. 

## Erelijst
- Landskampioen U24 (2018)
- Landskampioen U21 (2019)

## Statistieken
Dutch Basketball League
| Jaar    | Team      | GS | MPW | 2P%  | 3P%  | VW%   | RPW | APW | SPW | BPW | PPW |
| ------- | --------- | -- | --- | ---- | ---- | ----- | --- | --- | --- | --- | --- |
| 2017–18 | Amsterdam | 6  | 5.0 | .400 | .333 | 1.000 | 0.7 | 0.7 | 0.3 | 0.0 | 1.3 |
| 2018–19 | Amsterdam | 15 | 2.3 | .333 | .200 | 0.750 | 0.7 | 0.6 | 0.3 | 0.0 | 2.3 |